# ناوچه ذوالفقار اف-۲۲پی
| F-22P پاکستان ·                                    | F-22P پاکستان · |
| -------------------------------------------------- | --- |
| ناوچه کلاس اف-۲۲پی نیروی دریایی پاکستان (ذوالفقار) | |
| اطلاعات کلی                                        | |
| نوع کشتی                                           | بومی: ناوچه بین‌المللی و ناتو: ناوچه |
| کلاس                                               | کلاس F-22P |
| کشور سازنده                                        | چین پاکستان |
| ساخت کارخانه                                       | کشتی سازی Hudong Zhonghua چین کشتی سازی کراچی پاکستان |
| مشخصات                                             | |
| طول کشتی                                           | ۱۲۳٫۲ متر |
| پهنای بدنه                                         | ۱۳٫۸ متر |
| بارگیری استاندارد                                  | ۲۵۰۰ تن |
| حداکثر ظرفیت بارگیری                               | ۳۱۴۴ تن |
| نوع موتور                                          | CODAD Combined Diesel and Diesel ۲ × Tognum MTU 12V 1163 TB 83 @ 10.5MW ۲ MTU cruise diesels @ 6.6MW                                                                                      |
| تعداد خدمه                                         | ۱۷۰ نفر |
| سرعت                                               | ۲۹ گره دریایی (۵۴ کیلومتربرساعت) |
| برد عملیاتی                                        | ۷۴۰۰ کیلومتر |
| جنگ‌افزارها                                         | |
| توپخانه                                            | ۱ × توپ اصلی ۷۶٫۲ میلیمتری AK–176M ۲ × توپ ۳۰ میلیمتری دفاع نزدیک Type 730B CIWS ۲ × ۳ - سلول پرتاب اژدر ET - 52C ۲ × ۶ سلول راکت ضد زیردریایی RDC - ۳۲                                   |
| سیستم موشکی                                        | ۴ × ۲ موشک ضد کشتی سی-۸۰۲ |
| رادار                                              | رادار مراقبت هوایی SUR ۱۷ رادار جستجوی سطحی / هوایی SR-۶۰ رادار ناوبری KH 2۰۰۷ رادار کنترل آتش نوع CIWS ۳۴۷ هدایت کننده الکترو-اپتیکال سامانه دفاع نزدیک دریایی مجموعه گیرنده اخطار رادار |
| موشک دفاع هوایی                                    | ۸ × ۱ موشک سطح به‌هوای نوع FM-90N SAM |
| هواگردهای قابل حمل                                 | ۱ × بالگرد ضد زیردریایی Harbin Z-9EC ASW |
| سرنوشت                                             | |

اف-۲۲ یا ناوچه کلاس ذوالفقار، یک ناوچه همه منظوره است که توسط چین و پاکستان برای استفاده توسط نیروی دریایی پاکستان (PN) ساخته شده‌است. اولین کشتی از این کلاس با نام ذوالفقار، در تاریخ ۳۰ ژوئن ۲۰۰۹ و دومین کشتی با نام شمشیر (Shamsheer) در تاریخ ۲۳ ژانویه ۲۰۱۱ تحویل نیروی دریایی پاکستان (PN) داده شد. سومین ناوچه تحت آزمون‌ها وتست‌های دریایی می‌باشد، چهارمین و آخرین ناوچه کلاس اف-۲۲ نیروی دریایی پاکستان در تاریخ ۱۷ ژوئن ۲۰۱۱ به آب انداخته شده‌است.

## تاریخچه
پاکستان مذاکرات خود را با چین جهت تأمین و عرضه ۴ ناوچه از اواخر دهه ۱۹۹۰ آغاز کرد. نتیجه مذاکرات قراردادی جهت تأمین مالی و انتقال فناوری لازم بود که در تاریخ ۴ آوریل ۲۰۰۶ امضا گردید. اولین ناوچه در تاریخ ۳۰ ژوئیه ۲۰۰۹، دومین در تاریخ ۲۳ ژانویه ۲۰۱۰ و سومین ناوچه در تاریخ ۱۵ دسامبر ۲۰۱۱ تحویل داده شد. سه ناوچه اول در کشتی سازی Hudong Zhonghua چین ساخته شد، در حالی که آخرین ناوچه توسط کشتی سازی کراچی و در پاکستان در حال ساخت است و امور مهندس آن در سال ۲۰۱۳ به اتمام خواهد رسید. این قرارداد ۷۵۰ میلیون دلاری شامل تحویل ۶–۴ هلیکوپتر مدل Harbin Z-9EC جهت جنگ زیردریایی و همین‌طور تأمین مهمات ناوچه‌ها است. بنا به گفته یک منبع چینی، پاکستان دستور ساخت ۴ ناوچه دیگر مدل اف-۲۲پی را داده اگر چه این ادعا مورد تأیید نگرفته‌است.

## نگارخانه

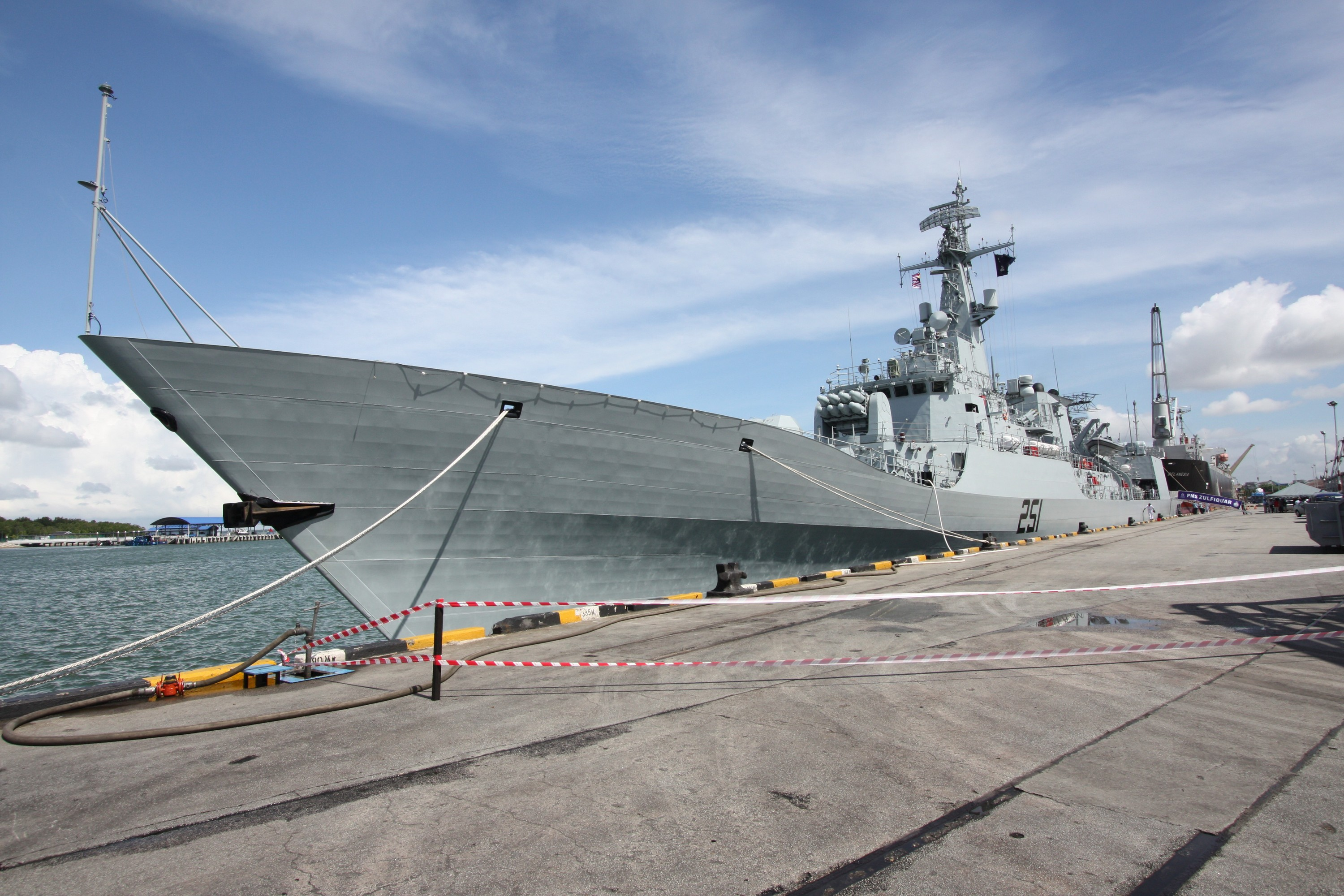
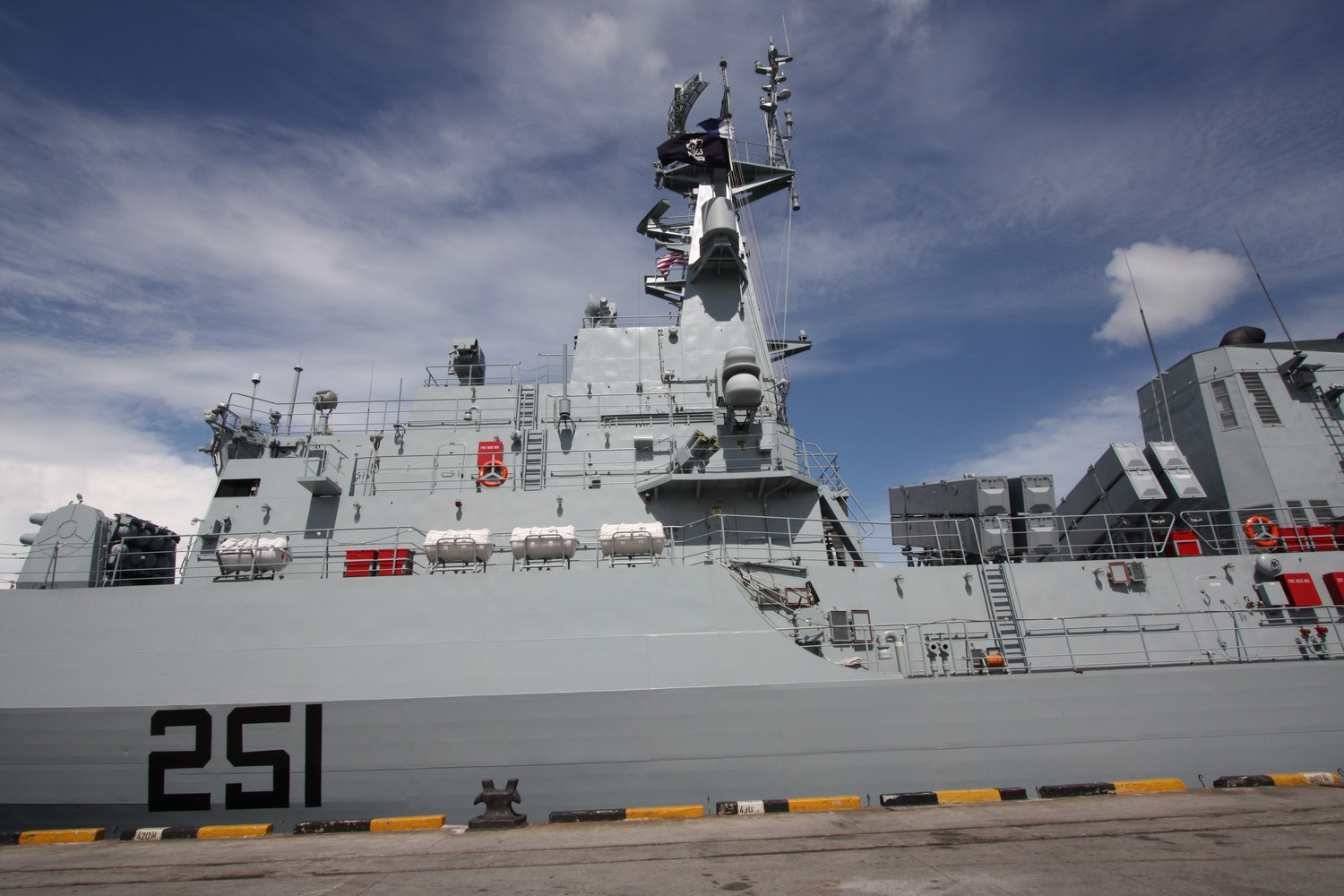
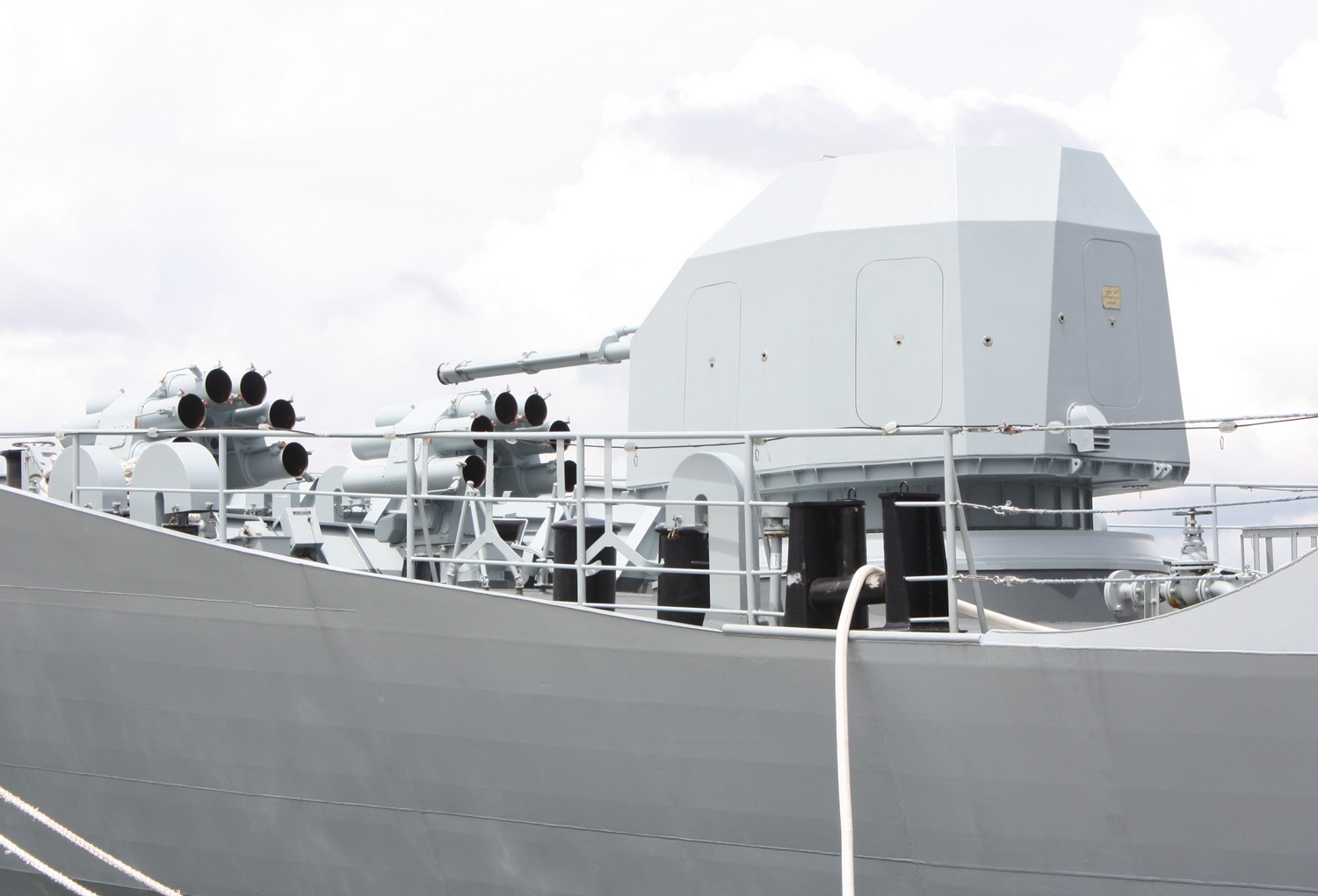
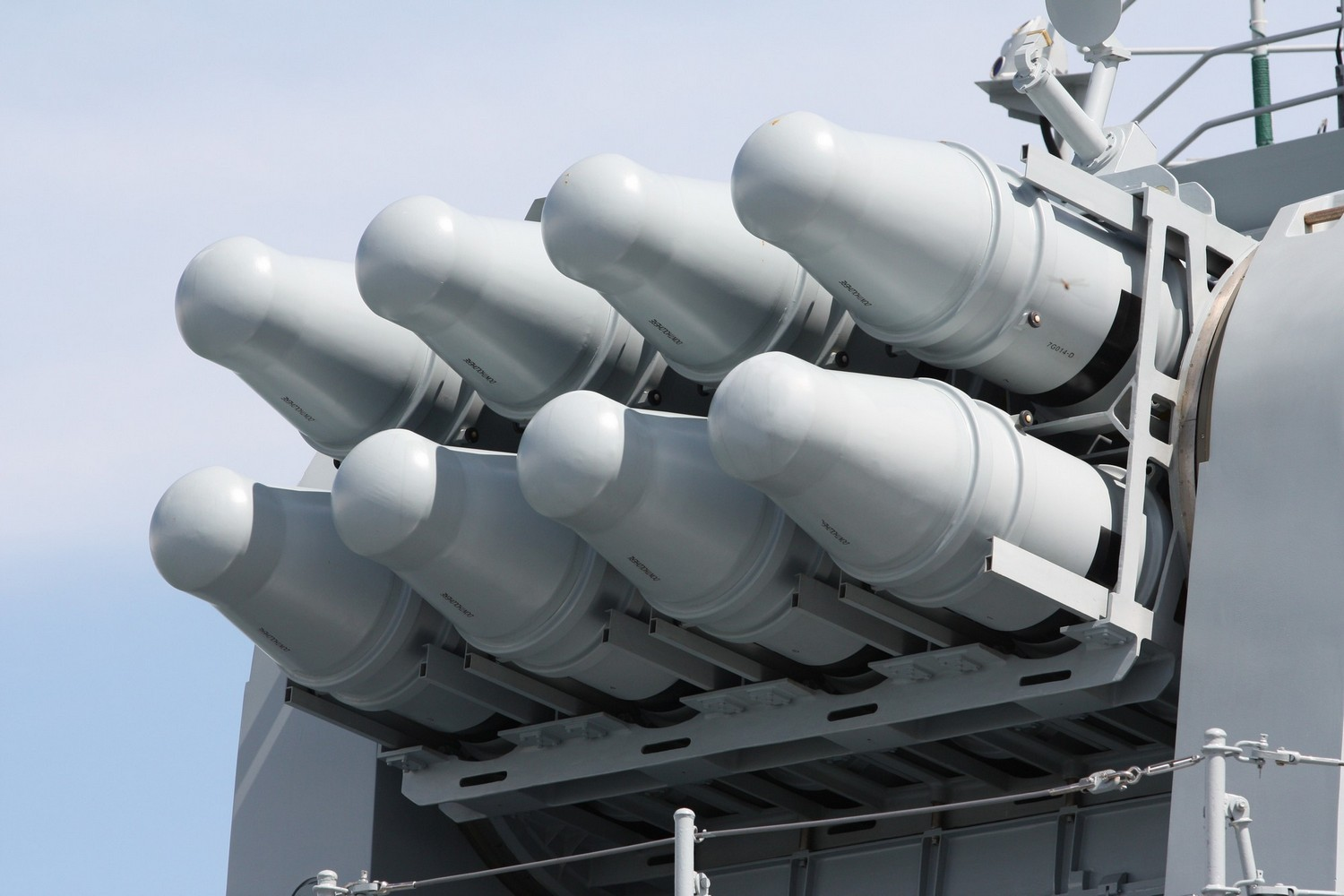
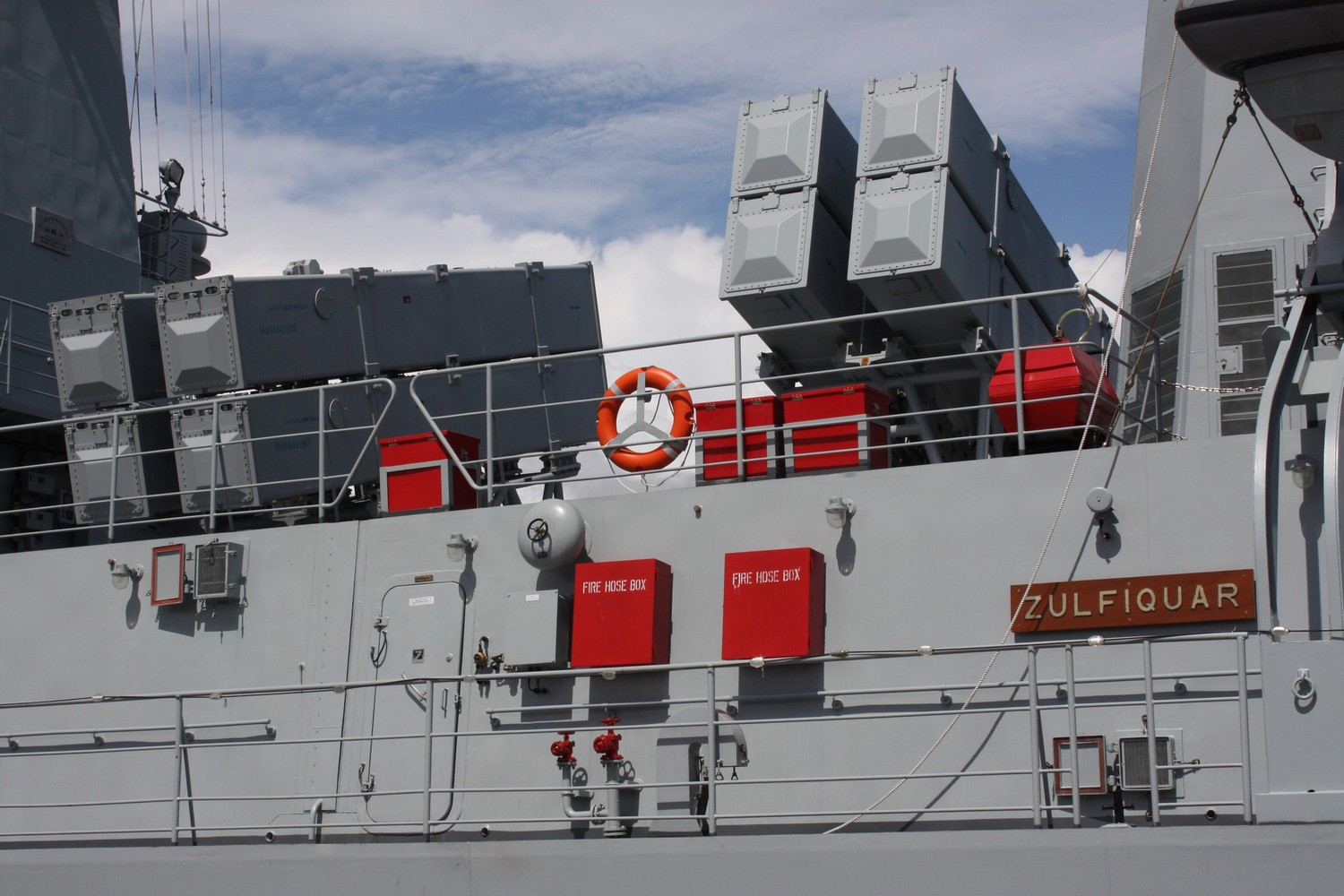
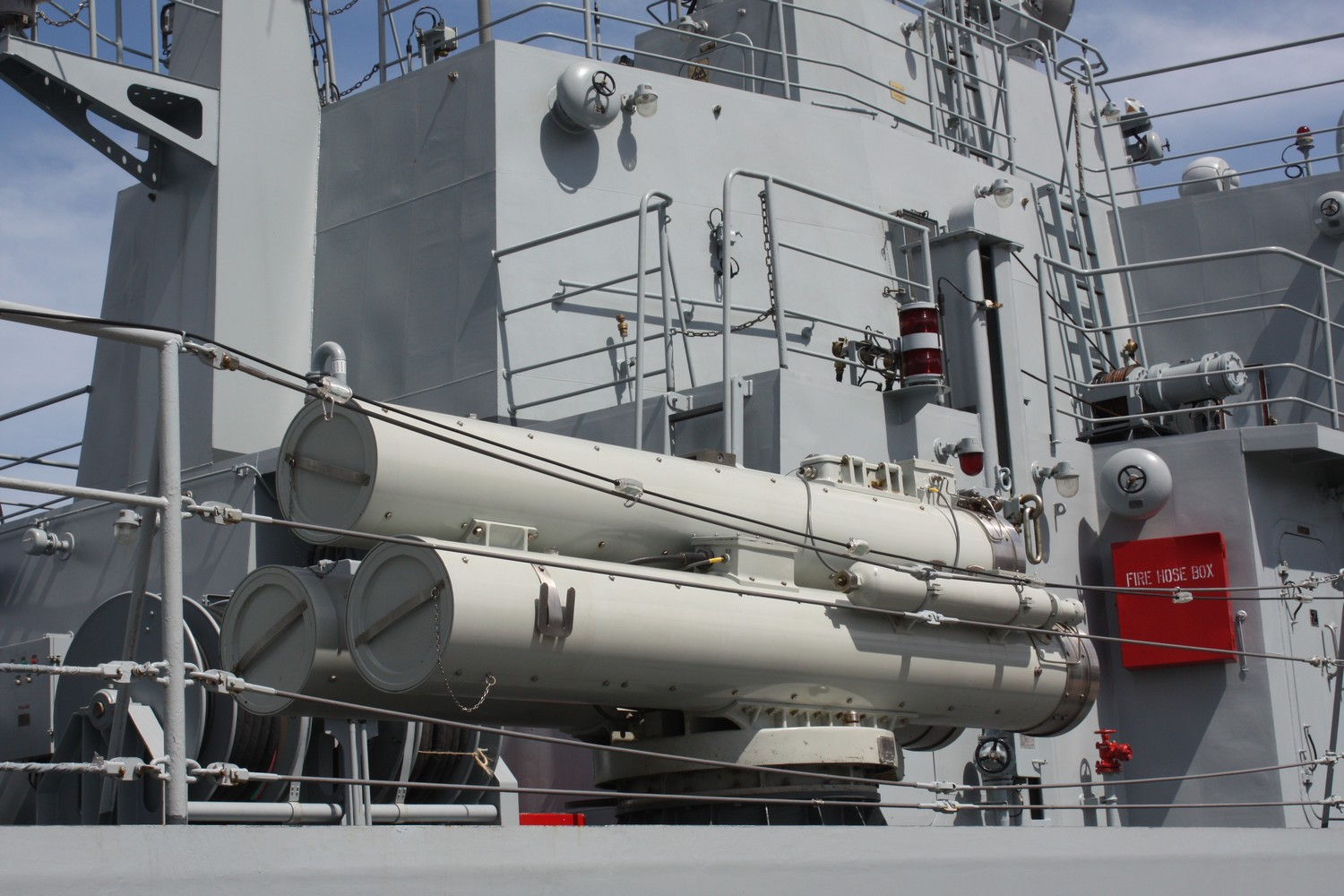